# 1941年9月21日日食
1941年9月21日日食是一次日全食，發生於1941年9月21日（西半球的部分日偏食區域為9月20日）。新月當天（即朔日），地球上觀測到月球和太阳的角距離極小，此時月球如果恰好在月球交點附近，穿過太阳和地球之間，與地球、太阳接近一直線，則會出現日食。月球本影接觸地表而使該區域完全得不到陽光，就會形成日全食，同時在本影兩側數千公里的半影範圍內遮擋部分陽光，形成日偏食。此次日全食經過了苏联、中国、日本（包括台灣和託管地南洋群島），日偏食則覆蓋了歐亞大陸的大部分區域及周邊部分地區，儘管處於第二次世界大战期間，正在參戰的苏联、中国仍組織了觀測活動。

## 日食概況

### 出現區域
苏联西南部（今俄罗斯联邦斯塔夫羅波爾邊疆區）在日出時最先看到日全食，然後本影向東，橫跨裏海、鹹海，劃過苏联南部（今俄罗斯联邦、哈萨克斯坦、吉尔吉斯斯坦部分）再進入中国境內，在福建省政和縣境內達到最大食分，隨後本影入海，擦過臺灣島北部並經過琉球群岛、北马里亚纳群岛、馬紹爾群島的部分島嶼後在日落時分結束於馬紹爾群島以東北的太平洋洋面。全食帶均在國際日期變更線以西，在9月21日看到日全食。
本影經過的陸地依次包括：
- 苏联：
  - 俄罗斯苏维埃联邦社会主义共和国：本影在今俄罗斯联邦的斯塔夫羅波爾邊疆區北部最先接觸地表，然後向東經過卡爾梅克蘇維埃社會主義自治共和國（今卡尔梅克共和国）中部偏南、阿斯特拉罕州南端，橫貫裏海；
  - 哈萨克苏维埃社会主义共和国：穿過今哈萨克斯坦的曼格斯套州北部、阿克托貝州南端、克孜勒奧爾達州中部、南哈薩克斯坦州中部偏北、江布爾州中部偏南、阿拉木圖州南部、阿拉木圖市；
  - 吉尔吉斯苏维埃社会主义共和国：今吉尔吉斯斯坦的楚河州極東端、伊塞克湖州北部；
- 中國：本影自新疆省入境，向東南貫穿該省後經過青海省東北部、甘肅省西北及南部、陝西省南部，再自西北向東南斜貫湖北省大部，並覆蓋漢口市，隨後經過江西省東北部、福建省北部和浙江省南部，進入东海，其中絕大部分今屬中华人民共和国，而今屬中華民國的有馬祖列島除莒光鄉外的所有島嶼，最大食分位於福建省政和縣境內；
- 大日本帝国：
  - 日屬台灣：臺北州北部（今中華民國臺北市北部、新北市北部、基隆市全部）；
  - 沖繩縣：八重山群島全部島嶼及宮古群島中的多良間島和水納島；
  - 南洋群島（國際聯盟託管地）：北马里亚纳群岛（今屬美国）的天寧島中南部、羅塔島、阿吉甘島（英语：Aguigan）和馬紹爾群島（今屬馬紹爾群島共和國）的埃內韋塔克環礁南部、沃特環礁中北部、利基埃普環礁中北部、艾盧克環礁、梅吉特島。[3][4]

除了上述狹窄的全食帶內能看到日全食之外，月球半影覆蓋範圍內都能看到日偏食，包括欧洲東部、非洲東北角、亚洲絕大部分、阿拉斯加西端、澳大利亚北端和太平洋西部的眾多島嶼。其中大部分位於國際日期變更線以西，在9月21日看到日食，剩下的部分在9月20日看到日食。

### 基本參數
- 類型：日全食
- 食甚中心處（位於中国福建省政和縣境內）資料：
  - 時間：1941年9月21日4:33:37.8
  - 地點：27°19.2′N 119°6.4′E / 27.3200°N 119.1067°E
  - 食分：1.0379（全食帶內最大）
  - 日全食持續時間：3分21.8秒

## 觀測隊

### 中華民國
中國日食觀測委員會派出兩支觀測隊——張鈺哲、高魯往甘肅省临洮县岳麓山泰岳庙，另一隊往福建省崇安縣（今武夷山市）。临洮隊於1941年6月30日從昆明出發，8月13日抵臨洮，汽車行程3200公里，沿途科普宣傳。
臨洮附近特地駐守了一個炮兵團，蘭州機場也有20架戰鬥機準備攔截日機。臨洮天氣在觀測時忽由霧氣轉晴，令觀測成功，攝得太阳色球光谱、日食進程的電影及3張日冕照片，測得日冕亮度為满月的0.37倍。而崇安由於天陰，天文觀測效果差，但仍測得地磁場在全食階段的變化數據。
1934年11月，天文學家高魯組織了中國日食觀測委員會，籌備1936年6月19日日食和1941年兩次觀測。受制於蘇德戰爭和中華民國抗日戰爭，歐美天文學者沒有往蘇中兩國實地觀測。

### 日本
日本幾家大學在沖繩石垣島、台灣彭佳嶼、福建東引島、江西南昌、湖北咸寧賀勝橋、湖北嘉魚簰洲、漢口觀測，其中以石垣島最晴天而觀測結果最成功。東京帝大、京都帝大、東北帝大去的賀勝橋、簰州因為厚雲觀測效果差。

### 蘇聯
蘇聯科學院於1939年開始籌備觀測此次日全食。最初計劃有28個機構參與，但由於第二次世界大战爆發，最終只組成了7支觀測隊。觀測地點在今屬哈萨克斯坦的阿拉木圖和克孜勒奧爾達，前者天氣適宜，獲得頗多成果，後者雖有一些雲，但仍攝得了數張照片。受制於蘇德戰爭和中華民國抗日戰爭，歐美天文學者沒有往蘇中兩國實地觀測。

## 社會反應
日食在幾百年來罕有經過中國大城市。這次罕有經過漢口，汪精衛國民政府在漢口特別市的報章《武汉报》、《大楚报》連續追蹤報導，引起漢口市民對天文關注。漢口各大照相館出售日食照片。在中日文化协会武汉分会的邀請，在湖北咸寧賀勝橋、湖北嘉魚簰洲、漢口觀測的日本物理學家在漢口公開學術講座，其中包括松隈健彥在漢口市立女子中学。
台灣報章連續追蹤報導，引起台灣人對天文關注。

## 相關的日食

### 1939-1942年的日食
月球交替位於相對的月球交點時，以半個交點年（食年），即約177天又4小時間隔出現下列日食。
| 降交點                                          | 降交點                   |          | 升交點                   | 升交點 |
| 沙羅周期                                        | 地圖                     | 沙羅周期 | 地圖                     |        |
| 118                                             | 1939年4月19日 環食       | 123      | 1939年10月12日 全食      |        |
| 128                                             | 1940年4月7日 環食        | 133      | 1940年10月1日 全食       |        |
| 138                                             | 1941年3月27日 環食       | 143      | 1941年9月21日 全食       |        |
| 148                                             | 1942年3月16日 偏食（南） | 153      | 1942年9月10日 偏食（北） |        |
| 註：1942年8月12日的日偏食屬於下一組交點年系列。 |                          |          |                          |        |

### 沙羅週期
沙羅週期長度為18年11天。本次日食屬於沙羅週期143，共包含72次日食，依次為1617年3月7日至1779年6月14日的10次日偏食、1797年6月24日至1995年10月24日的12次日全食、2013年11月3日至2067年12月6日的4次全環食（亦稱混合食）、2085年12月16日至2536年9月16日的26次日環食、2554年9月28日至2873年4月23日的20次日偏食，總共歷時1280.14年。其中最長的全食發生於1887年8月19日，共持續了3分50秒。
下表列舉了1901年至2100年間發生的屬於該周期的日食，是第17至28次：
| 17            | 18             | 19             |
| ------------- | -------------- | -------------- |
| 1905年8月30日 | 1923年9月10日  | 1941年9月21日  |
| 20            | 21             | 22             |
| 1959年10月2日 | 1977年10月12日 | 1995年10月24日 |
| 23            | 24             | 25             |
| 2013年11月3日 | 2031年11月14日 | 2049年11月25日 |
| 26            | 27             |                |
| 2067年12月6日 | 2085年12月16日 |                |

## 資料來源
1. ↑  樊忠玉. . 中国天文科普网.   [2015-07-13]. （原始内容存档于2014-09-17）.
2. 1 2  Fred Espenak. . NASA Eclipse Web Site.   [2015-07-13]. （原始内容存档于2020-10-24）.（英文）
3. ↑  Fred Espenak. . NASA Eclipse Web Site.   [2015-07-13]. （原始内容存档于2017-01-31）.（英文）
4. ↑  Xavier M. Jubier. .   [2016-01-10]. （原始内容存档于2016-03-04）.（法文）（英文）
5. ↑  Fred Espenak. . NASA Eclipse Web Site.   [2013-04-14]. （原始内容存档于2008-08-29）.（英文）
6. ↑  《情系苍穹——<中国天文学会九十年>解说词节选》，作者：傅承启 李旻 薛济安 张虹 赵复垣，《中国国家天文》，2012（8）:86-89. 節錄於. 游系人生. 2020-09-19. （原始内容存档于2023-12-15）.
7. ↑  . 楚天都市报. 2009年7月21日  [2023年12月15日]. （原始内容存档于2023年12月15日）.
8. 1 2  .   [2015-07-06]. （原始内容存档于2020-10-17）.
9. ↑  《20世纪上半叶金陵大学的两次拍摄日全食电影查考---- 1941年甘肃临洮日食观测西北队拍摄日全食电影经过（下篇）》，赵惠康, 孙健三，《电化教育研究》， 2012 (3) :108-113. 節錄於. 游系人生. 2020-09-19. （原始内容存档于2023-12-15）.
10. 1 2  江曉原、吳燕.  (PDF). 河北大學出版社. 2004-01. ISBN 7-81028-974-8.[]
11. ↑  《抗战时期中国首次日全食观测(上)》，作者：曹必宏，《中国档案报》2014年10月31日第二版. 節錄於. 游系人生. 2020-09-19. （原始内容存档于2023-12-15）.
12. 1 2  Sadler, D. H.  (PDF). Nature. 1941, 148 (3750): 308.（英文）
13. ↑  小穴純. : 107-110.   [2023-12-15]. （原始内容存档于2022-08-23）.
14. ↑  .   [2015-07-06]. （原始内容存档于2009-08-08）.（俄文）
15. 1 2  . 楚天都市报. 2009年7月21日  [2023年12月15日]. （原始内容存档于2023年12月15日）.
16. 1 2  徐明庭. . 长江日报. 2009-07-22: 第5版  [2023-12-15]. （原始内容存档于2023-12-15）. 修訂本輯於徐明庭. . 徐明庭  (编). . 崇文书局. 2013: 214-217  [2023-12-15]. （原始内容存档于2023-12-15）.
17. ↑  中日文化协会武汉分会. 民国时期文献保护中心编,《民国文献类编第879卷: 文化艺术》，国家图书馆出版社, 2015年。
18. ↑  張哲翰. . 2019-05-22  [2023-12-15]. （原始内容存档于2023-12-15）.
19. ↑  Fred Espenak. . NASA Eclipse Web Site.（英文）

## 外部連結
- NASA日食專頁（页面存档备份，存于）（英文）
- 可見區域圖和時間統計：由弗雷德·埃斯佩纳克做出的日食預報，NASA/GSFC
  - Google互動地圖呈現的日食範圍
  - 貝塞爾元素
- Google地圖顯示的日全食和日偏食範圍（页面存档备份，存于）（法文）（英文）

| \| \| 日食 \|                             |                              |                                           |
| 上一次日食： 1941年3月27日日食 （日環食） | 1941年9月21日日食 （日全食） | 下一次日食： 1942年3月16日日食 （日偏食） |
| 上一次日全食： 1940年10月1日日食          | 1941年9月21日日食 （日全食） | 下一次日全食： 1943年2月4日日食           |
|                                           | 日食                         |                                           |